# 张闯初
张闯初（1911年—1996年4月21日），中国人民解放军将领、中国人民解放军开国少将。
1931年加入中国共产党，曾任中国人民解放军28军政委。1955年，授予中国人民解放军少将，1961年任福建省军区政治委员，1996年4月21日在南昌逝世。